# Mansonia leberi
Mansonia leberi är en tvåvingeart som beskrevs av Boreham 1970. Mansonia leberi ingår i släktet Mansonia och familjen stickmyggor.
Artens utbredningsområde är Panama. Inga underarter finns listade i Catalogue of Life.